# سوزان فرنچ
سوزان فرنچ (انگلیسی: Susan French؛ ۲۳ ژانویهٔ ۱۹۱۲ – ۶ آوریل ۲۰۰۳) یک هنرپیشه اهل ایالات متحده آمریکا بود.
از فیلم‌ها یا برنامه‌های تلویزیونی که وی در آن نقش داشته است می‌توان به خانه و جایی در زمان اشاره کرد.